# Église Saint-Paterne de Lieury
Pour les articles homonymes, voir Saint Paterne.
L'église Saint-Paterne de Lieury est une église catholique située à Saint-Pierre-en-Auge (commune déléguée de L'Oudon), en France.

## Localisation
L'église est située dans le département français du Calvados, sur la commune actuelle de Saint-Pierre-en-Auge (commune déléguée de L'Oudon). L'église de l'ancienne commune de Lieury est située au milieu d'un cimetière.

## Historique
L'édifice actuel date du XIVe siècle,. Une sacristie a été ajoutée par la suite.
La porte primitive côté sud de l'édifice a été bouchée et remplacée par une porte à l'ouest.
Le clocher de l'édifice est inscrit au titre des monuments historiques le 29 septembre 1928.
L'abbé de l'abbaye de Saint-Pierre-sur-Dives avait le patronage de la cure

## Architecture
Selon Arcisse de Caumont « l'église de Lieurey [sic] est assez homogène et une de celles qu'on visitera avec intérêt dans le canton de St.-Pierre ».
La nef, qui a conservé ses ouvertures originelles, comporte quatre travées et le chœur en avait deux. 
La nef comporte une voûte en merrain et un arc triomphal aux chapiteaux datés du XIVe par Arcisse de Caumont la sépare du chœur. L'édifice possède un porte-cloche « assez élégant » et « une des parties les plus intéressantes de cette église ». La voûte du chœur est en lambris. 
Arcisse de Caumont ne considère pas le mobilier comme remarquable. 